# Sữa bột

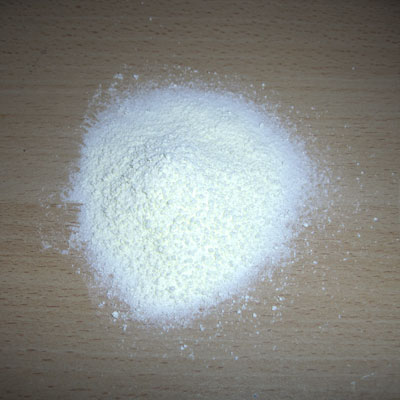
Một mẫu sữa bột

Sữa bột là một sản phẩm sản xuất từ sữa ở dạng bột khô, được thực hiện bằng cách làm bốc hơi sữa để khô sau đó nghiền nhỏ, tán nhỏ thành bột. Một mục đích của sữa dạng bột khô này là phục vụ cho việc bảo quản, tích trữ, sử dụng. Sữa bột có thời hạn sử dụng lâu hơn hẳn so với sữa nước và không cần phải được làm lạnh, do bản thân nó đã có độ ẩm thấp.
Một mục đích khác là để giảm khối lượng lớn đối với việc vận tải qua đó tiết kiệm chi phí. Sữa bột và các sản phẩm từ sữa bao gồm các thành phẩm như sữa khô nguyên chất, sữa khô không có chất béo, sữa khô sản phẩm và các hỗn hợp sữa khô. Nhiều sản phẩm sữa xuất khẩu phù hợp với tiêu chuẩn đặt ra. Sữa bột được sử dụng thông dụng như là một loại thực phẩm và đem lại nhiều lợi ích cho sức khỏe (dinh dưỡng) và cũng dùng trong công nghệ sinh học.

## Lịch sử
Marco Polo đã có ghi chép về quân Thát Đát - Mông Cổ trong thời kỳ trị vì của Đại hãn Hốt Tất Liệt đã có phương pháp tiến hành phơi sữa tách kem để lấy các tảng sữa khô và giã thành bột. Đây là manh mối đầu tiên của sữa bột. Các quá trình sản xuất thương mại đầu tiên có thể sử dụng sữa khô là phát minh của nhà hóa học Nga M. Dirchoff vào năm 1832. Năm 1855, TS Grimwade đã có một bằng sáng chế về công thức sữa khô.
Trong thời hiện đại, sữa bột thường được làm bằng cách sấy khô không có chất béo, sữa không béo, sữa nguyên chất, bơ hay sữa tiệt trùng những loại này được cho vào một thiết bị bay hơi và thu được 50% chất rắn. Sữa được tập trung là sau đó sấy trong một buồng nóng nơi nước gần như ngay lập tức bốc hơi, để lại các hạt mịn của các chất rắn, và đó là sữa bột.

## Công dụng

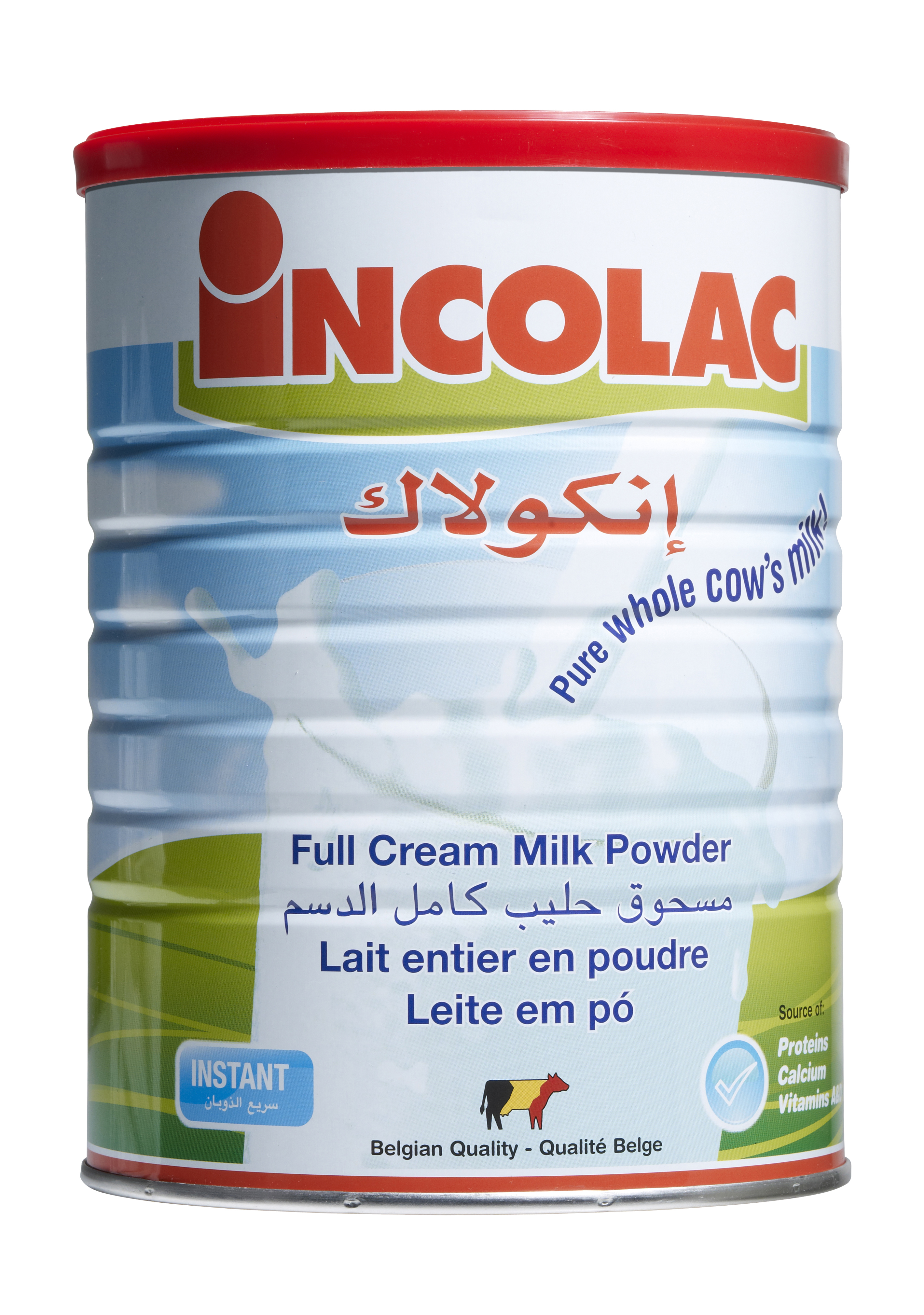
Một hộp sữa bột

Sữa bột thường được sử dụng trong việc sản xuất sữa bột (cho các đối tượng người già, trẻ em...), bánh kẹo như sô cô la và kẹo caramel, và trong công thức nấu ăn. Sữa bột cũng được sử dụng rộng rãi trong các đồ ăn ngọt khác nhau. Sữa bột cũng là một mặt hàng phổ biến trong việc cung cấp viện trợ lương thực, nhất là dự án PAM của Liên Hợp Quốc.
Sữa bột được sử dụng rộng rãi ở nhiều nước phát triển. Châu Âu là khu vực sản xuất sữa bột được ước tính khoảng 800.000 tấn, trong đó khối lượng chính là xuất khẩu đóng gói hoặc túi số lượng lớn để phục vụ cho nhu cầu của người tiêu dùng. Một số thương hiệu nổi tiếng trên thị trường bao gồm Công ty Nestlé, và "Cô Gái Hà Lan". Trong vụ bê bối sữa Trung Quốc năm 2008, melamine được tìm thấy trong sữa bột trẻ em của hãng Tam Lộc. Hàng ngàn người nhiễm bệnh và một số trẻ em tử vong sau khi tiêu thụ sản phẩm của công ty này.
Việt Nam cũng là một trong những nước tiêu thụ sữa bột lớn và sữa ngoại ở Việt Nam có giá cả đắt đỏ. Giá sữa ở Việt Nam đắt gấp đôi sữa nước ngoài do việc nhập khẩu nguyên liệu sữa có vấn đề. Đó là có rất ít đầu mối được nhập khẩu mặt hàng này nên giá đầu ra và đầu vào để sản xuất sữa thành phẩm cũng rất khó kiểm soát. Nhiều công ty đa quốc gia ở Việt Nam bán sữa bột cho trẻ nhỏ đến mức thường xuyên thổi phồng sản phẩm của mình, đôi khi vi phạm các điều luật được đưa ra để khuyến thích nuôi con bằng sữa mẹ.

## Thành phần dinh dưỡng
Sữa bột bao gồm tất cả 21 loại amino acid tiêu chuẩn (thành phần chính của protein) và có hàm lượng vitamin và khoáng hòa tan cao. Theo USAID (Cơ quan phát triển Mỹ) hàm lượng dinh dưỡng bình quân trong sữa bột không béo (tính theo cân nặng) là:
- 36% pro-te-in,
- 52% hy-đrát ca-bon (carbohydrate),
- 1,3% calci (calcium),
- 1,8% ka-li (potassium).

Sữa bột nguyên chất sẽ gồm:
- 25-27% pro-te-in,
- 36-38% hy-đrát ca-bon,
- 26-40% chất béo,
- 5-7% chất khoáng.

Tuy vậy với nếu lưu trữ ở các điều kiện không thích hợp như nơi có độ ẩm hoặc nhiệt độ môi trường xung quanh cao có thể ảnh hưởng rất lớn tới hàm lượng dinh dưỡng của sữa bột.

## Sử dụng cho trẻ em
Có khuyến cáo cho rằng, trong năm đầu đời, những trẻ ăn sữa bột sớm hoặc thường xuyên sẽ có trị số huyết áp cao hơn trẻ được bú mẹ. Chúng cũng có nguy cơ béo phì cao hơn. Do nhiều lý do, một số em bé được nuôi bằng sữa bột hoàn toàn hoặc xen kẽ với sữa mẹ. Những trẻ này sẽ có nhiều vấn đề về sức khỏe hơn bạn bè cùng lứa. Trước hết nguy cơ nhiễm khuẩn do sữa bột không có các kháng thể chống lại vi sinh vật gây bệnh, do việc pha chế và bảo quản sữa không hợp vệ sinh.
Một nghiên cứu cho thấy loại sữa bột có tác động rất lớn lên cân nặng của trẻ em, đồng thời có ảnh hưởng đến nguy cơ mắc các bệnh béo phì, tiểu đường và các bệnh khác nữa trong tương lai. Những em uống sữa bột từ sữa bò lớn nhanh hơn các em được nuôi bằng sữa mẹ điển hình, nhưng những em uống sữa bột từ protein thủy phân không như vậy tuy cả hai loại sữa bột đều có một lượng calo như nhau.
Các nghiên cứu cho thấy, những trẻ được nuôi hoàn toàn bằng sữa bột hoặc được bú mẹ chưa đầy 3 tháng bị tiêu chảy nhiều gấp đôi so với trẻ được nuôi chủ yếu bằng sữa mẹ trong 12 tháng đầu đời; nguy cơ tử vong vì tiêu chảy cũng cao hơn 4,2 lần. Trẻ được bú mẹ hoàn toàn trong 4 tháng đầu và tiếp tục bú cho đến 2 tuổi có thể giảm được 20% số tử vong vì nhiễm khuẩn đường hô hấp.